# 梗阻性尿路症
梗阻性尿路症(Obstructive uropathy)是正常尿液流動的結構或功能障礙，有時導致腎功能不全(梗阻性腎病)。
這是一個非常寬泛的術語，並不意味著位置或病因。

## 病因
它可以由尿道的任一點病變所引起。
原因有尿路結石(Urolithiasis)，"後尿道瓣膜"(posterior urethral valve)及"輸尿管疝"(ureteral herniation)。

## 症狀
症狀、不太可能是慢性阻塞，而是疼痛放射到T11到T12的皮節（Dermatome）、無尿(anuria)、夜尿、或多尿。